# Le Soleil sur Aubiac
Le Soleil sur Aubiac est un essai de Georges Borgeaud publié le 1er janvier 1986 aux éditions 24 heures qui a reçu le Prix Médicis essai en 1987.

## Résumé
À bord du Capitole, train rapide et luxueux dit des hommes d’affaires, des usagers sont occupés à préparer un travail urgent, élaborer des plans, réaliser des statistiques ou lire des journaux d’économie. Seul le narrateur admire les paysages bucoliques qui défilent sous ses yeux.

## Description
Le narrateur n’est autre que Georges Borgeaud lui-même, qui quitte Paris pour le Quercy, bien décidé à s’offrir une longue villégiature à la campagne. Dans cet essai, l’auteur partage avec le lecteur son amour pour la beauté et le silence de son environnement.

## Critique
- À travers les émotions qui l’assaillent, à travers les êtres humains qu’il découvre et qui deviennent ses amis, une vie se dessine sous nos yeux, simple et tranquille, qui est peut-être la vraie vie...
- Ne croyez cependant pas, en ouvrant Le soleil sur Aubiac, ne trouver qu'une musique de mots et l'évocation d'un
très ancien village français où survivent encore, pour peu de temps, les usages et le parler des anciens. Comme dans
les « livres de raison » que tenaient nos aïeux, l'auteur s'y découvre. Avec une rare pudeur, par petites touches
discrètes : « ...imbibé de vieilles et douces insatisfactions... oublié des amis qui n'ont jamais su m'aimer autant que je
les aimais »... conseiller d'irrésolus comme lui, « mais qui ne le savaient pas... » Il se regarde, sans rigueur, mais
sans indulgence, lucide et moqueur. (Marie-Jeanne Viel)

## Éditions
- Lausanne, Bertil Galland, Éditions 24 heures, 1986,  (ISBN 978-2-82651-030-7).
- Paris, Éditions Grasset, 1987,  (ISBN 978-2-246-26051-6).
- Genève, Éditions Zoé, 2013,  (ISBN 978-2-88182-877-5).